# 韓国系アメリカ人
韓国系アメリカ人（かんこくけいアメリカじん、英: Korean American、韓国語：한국계 미국인／韓國系美國人）は、アメリカ合衆国の市民権（国籍）がある人々のうち、韓国または韓半島に血統を持つ人々のこと。韓国系アメリカ人は大韓民国出身者が9割以上であり、韓国出身以外の韓・朝鮮民族がアメリカ合衆国の国籍を取得した場合は非常に少ない。
2023年、『美州韓国日報』は、アメリカ合衆国連邦政府の国勢調査（センサス）の結果を分析し、在米韓国系アメリカ人の人口が198万9,519人であると報告した。著名な学者や韓人団体によると、韓国系アメリカ人は東北アジアとは異なる動向を示し、低出生率や高齢化にもかかわらず、過去10年間で人口は5.9％増加し、混血人口は16.5％増加しており、既に250万人から300万人以上に達していると推算される。
アジア系アメリカ人の中では五番目に大きい下位民族集団である。国籍が大韓民国であるアメリカ在住者まで含めて「在米（美）韓国人」、「在米（美）韓人」或いは「在米（美）僑胞（同胞）」という。

## 現状
2005年、米上下院及びジョージ・W・ブッシュ大統領は、「コリアン·アメリカン·デー（Korean American Day）」の意味と抱負に同意する決議案を可決し、毎年1月13日に行われる。米造幣局（USM）が発行する25セント硬貨の裏面に初めて韓国系人物が刻まれる。USMは2023年10月17日、2025年に米国の初代大統領ジョージ·ワシントンの顔が入った硬貨の裏面に顔を刻む女性5人を最終発表した。そのうちの1人が韓国系米国人の女性、ステイシー·パク·ミルバーン（Stacey Park Milburn）である。2020年代の米国の国勢調査では、韓国系アメリカ人は約200万人で米国総人口の約0.6%を構成している。米国は在外韓国人と韓民族が1番多い国であり、中国は米国に続き在外韓国人が2番目に多い国となっている。2023年、在米韓国系アメリカ人の人口は、下記の通り。
1. カリフォルニア州: 558,338人
2. ニューヨーク州: 141,745人
3. テキサス州: 115,107人
4. ニュージャージー州: 113,736人
5. バージニア州: 94,275人
6. ワシントン州: 92,798人
7. イリノイ州: 81,340人
8. ジョージア州: 75,525人
9. メリーランド州: 48,468人
10. 他の州: 509,870人[11]

2023年における韓国系アメリカ人の人口比率は、アメリカ合衆国内の各州によって大きく異なる。最も高い比率を示しているのはハワイ州で、全体の3.87%を占めている。カリフォルニア州は1.43%で、韓国系アメリカ人の大規模なコミュニティを抱えており、アメリカ全体における韓国系人口の比率が0.59%であることを踏まえると、この州の比率は非常に高い。ワシントン州（1.28%）、ニュージャージー州（1.19%）、バージニア州（1.09%）と続き、これらの州も韓国系コミュニティが比較的大きいことを示している。メリーランド州は0.97%、アラスカ州は0.95%。ネバダ州は0.72%、ニューヨーク州は0.71%、ジョージア州は0.69%となっている。
韓国生まれ移民者の米国への移住は、1960年代半ばに移民門戸を開く米国移民法改正後には本格化した。韓国人移民がピークに達した1985-1987年には年間3万5000人余りの韓国人が米国に向かい、韓国は3大移民国となった。移民の波は1980年代から爆発的に始まり2020年代も続いており、年約2万人近くが移民している。韓国はアメリカ移民の出身国9位であり北米地域を除くとインド、中国、フィリピンに次いで多い。冷戦体制の崩壊や韓国の経済成長により、1980年代から1990年代にかけて子弟に早期英語教育を受けさせるために移民する「教育移民」が増加した。移民対象国を好む国は、米国だけでなく欧州、オーストラリアなどに多角化した。 韓国人の移民パターンが変化したのも減少理由の一つだ。 貧しくて窮乏した1960年代には、移民通路は国際結婚と縁故移住によるもので、韓国の産業化が本格化した1970年代には就職移民が急増した。 韓国の経済成長の真っ最中だった1980年代半ばからは投資移民が急速に増え始め、1990年代には投資と就業移民が均等になった。 しかし、韓国の経済と品格が格上げされた00年代から、韓国人の米国を含む海外移民は減少した。米国内の移民社会が急成長した時期には、韓国人移民者が米国でスモールビジネスを設立し、繁盛した事業を基盤に国内に定着した。 反面、最近は米国スモールビジネスの困難でアメリカンドリームを成し遂げるのが容易でなくなったうえに、韓国の国格と経済力上昇で移民パターンが二分化された。 資本力を備えた韓国人の投資移民が増え、庶民の場合は非熟練工の就職が主な移民通路になった。 韓国の国際移住開発公社側関係者によると、韓国中上位層の投資移民と庶民の非熟練工就職移民で両極化し、中間は消えた。 韓国外交部が集計して隔年で発刊する在外同胞の現況を調べれば、在米韓国人移民者のもう一つの断面を確認することができる。 2021年の集計値は263万3777人で、2019年に比べて8万5000人（3.41%）以上増加した。地域別ではLAが66万4414人で、全体の23.1%を占めた。 ニューヨーク（36万53人）とシカゴ（35万7993人）がそれぞれ12.5%でその後を継いだ。 米国内で韓国人の人口は伸び悩んでいるが、韓国からの移民は1980年代から1990年代までの熱気に追いついていない。これに加えて米国は韓国人の移民選好対象国家の一つに過ぎず、過去のように最高の羨望国家ではないという点もこのような現象に一助する。すなわち、2020年代の移民社会は萎縮しているが、政治力など米国内の韓国人の社会の地位は日増しに成長している。2023年、下記のの韓国系アメリカ人がアメリカ合衆国議会で活動している。
- 1982年7月12日、マサチューセッツ州ボストンで韓国移民の両親のもとに生まれたアンディ·キムは、米国で生まれた韓国系アメリカ人議員の中で唯一である。2019年1月3日からニュージャージー州を代表する民主党議員として活動している。
- ヨン·キム:ヨン·キムは1962年10月18日、韓国の仁川で生また。 2021年1月3日に就任したカリフォルニア第39議会選挙区を代表する共和党議員である。
- ミシェル·パーク·スティール（Michelle Park Steel）は、韓国生まれの共和党議員。 2021年1月3日から勤務している。
- マリリン·ストリックランド（Marilyn Strickland）は、韓国のソウルで生まれた。 彼女はワシントン第10議会選挙区を代表する民主党議員であり、2021年1月3日から在任している。 ストリックランドは特に、ワシントン州を連邦レベルで代表する最初のアフリカ系アメリカ人と韓国のハーフであり、史上初めて議会に選出された韓国系アメリカ人女性。
- ジェイ·キム（Jay Kim）は、1939年に韓国の京城（キョンソン、現ソウル）で日本の占領時代に生まれた。 1961年にアメリカに移住し、後に共和党議員を務めた[14]。

## 歴史

### 第1期
朝鮮と米国の外交関係は1882年の米朝修好通商条約（翌年批准）によって開始され、1903年1月13日には朝鮮からの最初の移民103人がハワイ州に到着した。第1期のハワイ移民は韓国内の米国系キリスト教会によって組織されたため、クリスチャンが多く、日系人同様、大部分はサトウキビ農園で働いた。しかし、1905年に日本が大韓帝国の外交権を掌握すると、米国への移民は規制され、集団移民は停止した。この時期に約7千人がハワイへ移住し、大部分は男性労働者であった。このため、1924年までの間に約1,000人の女性が写真花嫁（ピクチャー・ブライド）として米国へ渡航した。
1904年から1907年にかけて約1,000人の韓国人がハワイからサンフランシスコに渡り、移民の波は米本土に広がった。1909年にはサンフランシスコで最初の韓国人政治組織である韓人協会が設立され、のちに日本の支配に対する抵抗を訴えるに至った。大韓帝国からハワイに送った労働移民者は1903年1,133人、1904年3,434人、1905年2,659人など計7,226人に達したが、1905年日露戦争で勝利した日本が乙巳勒約で大韓帝国の外交権を強奪した後、海外労働移民を全面中断させる移民禁止令を下すようにした。 日本は早くからハワイに移民者を送り、当時すでに6万人の日本人がハワイに移民していた。 ところが、新たに流入する韓国人によって既得権を侵害される危機に直面すると、日本政府が大韓帝国に圧力を行使し、移民を挫折させたのだ。 移民禁止令が頒布された翌日、政府省庁の間で手足が合わなかったのか、大韓帝国政府の外部から1,000人余りの移民者にパスポートを発給してメキシコに移民させたことがあった。 移民ブローカーが介入しており、移民はメキシコの農場主が多額の支払いをした順に購入したことは後で分かった。

### 第2期
朝鮮戦争終結から第2期の移民の波が始まる。1952年の移民国籍法では韓国に対して年間100人の移民枠が割り当てられた。1953年から1963年にかけての第2期の移民は米軍人と結婚した韓国人女性や養子として引き取られた戦争孤児であった。この時期に養子として海を渡った者は約5000人、米国軍人の配偶者の場合は約6,000人と推定されている。

### 第3期
1965年の米国移民法改正によって韓国移民が米国に入りやすくなった現在までが第3期である。移民法改正後、米国はベトナム戦争に協力した韓国を同盟国として扱い、比較的大きな移民枠を設けた。1965年の韓国系アメリカ人数は約2.5万人であった。この時期の移民は経済的理由だけでなく、北朝鮮との戦争の危険や国内の軍事独裁政権を避け移民する者も多かった。このため、韓国人移民は単身労働者ではなく、本国で貯蓄したある程度の資金をもって家族ぐるみで渡航する傾向が見られる。米国各地にコリア・タウンが形成され、"パパママショップ"と呼ばれる低所得者向けの個人商店や、クリーニング屋に従事する者が多い。1965年2.5万人であった移民人口は1970年には5万人、1980年には35.7万人、1990年には70万人と膨れ上がった。とりわけ1980年代に約35万人が韓国から米国に渡っている。以後は就職移民がブームになり、初期には技能職移民が、1990-2020年代には高学歴就職移民が絶頂に達した。韓国系アメリカ人は韓国人と多様な関係を結んでいる。 一部は米国社会に完全に同化し、一部は韓国に多大な関心を持っており、一部は韓国に対して愛着を持っている。 しかし、本土の韓国人と政治、経済、文化的に差を感じる韓国系米国人も多い。 このような葛藤は時間が経つにつれ、韓国の変化と世代交代によって変わってきている。 1950-1970年代に移民した韓国系米国人世代はほとんど死亡した。 つまり、過去に閉じ込められて暮らしている韓国系アメリカ人の中で2020年代まで活動する人はほとんどいないという意味だ。 また、韓国と米国の間の情報と文化の交流が増加し、韓国人と韓国系アメリカ人の認識も変化している。 インターネットを通じて双方の状況をリアルタイムで知ることができ、ユーチューブ、ネットフリックス、ディズニープラスなどのプラットフォームを通じて韓流の映画、ドラマ、ショー、ニュースなどのコンテンツに簡単に接することができる。 また、サムスン、LGグループ、現代自動車などの企業が米韓両方で総合的な製品とサービスを提供し、技術と資本の融合を成している。 韓国にどのような最新情報があるのかスマートフォンで検索してみれば数秒でわかることになった。したがって、過去に存在した韓国人と韓国系アメリカ人の葛藤は次第に解消されている問題だ。21世紀の韓国系アメリカ人の世代は異質感よりは共感と協力を追求し、両者の長所を学び認める姿勢を持っている。韓国系英米圏の作家たちが韓国の古典と歴史を基に書いた小説が現地で大きく注目され、韓国国内出版される事例が相次いでいる。在日韓国人家族の叙事を扱った小説「パチンコ」(2017)の作家イ·ミンジンを皮切りに、米国の韓国人食品店チェーンを背景に「Hマートで泣く」を書いたミシェル·ザウナーなど韓国系作家たちが英米圏で注目された。そうするうちに最近は最初から背景を韓国に移し、沈清伝のような古典を脚色したり日本による植民地時代などを背景に作品を書く傾向が生じた。いわゆる文学をはじめとするアメリカ合衆国での「Kカルチャー（韓流）」の地位が高まり、注目度が高まった現象と解説される。韓国的素材として英米圏で人気を集めているこれらの作品の特徴は、韓国的素材を借用するものの、その普遍性を強調して共感を得ることにある。 文化領域で韓国的素材が脚光を浴びている最近の時代的状況と韓国系米国人作家たちの態度変化がかみ合ったという分析も出ている。 米国ハーバード大学韓国学研究所が出す英文文芸誌「アゼリア」編集長である慶煕大学フマニタスカレッジの教授は「過去に落ち込んでいた20世紀初の第1世代在米韓国人とは異なり、今米国などで教育を受けた韓国人の作家たちは脱権威的姿勢を大きく訓練された。その上、両親から受け継いだ韓国文化に対する郷愁があるため、2つがシナジー効果を出すのだ」と話した。過去に非主流だった韓国文化が2020年代に米国内で頂点に達し、全般的に文化で主流と非主流の境界が崩れ現れる現象である。

## 主要事件

### ロス暴動
武装強盗に対して拳銃で自己防衛に出る韓国系住民の映像がテレビ放映されるなど、韓国系アメリカ人の存在は大きくクローズアップされた。もっとも、暴動の被害者は韓国系住民だけではなく、同じく貧困地帯で商売していたヒスパニックやインド系住民も含まれ、加害者側も黒人・ヒスパニックばかりではなくアジア系の移民も参加していた。逮捕者における割合は黒人30%（主に放火、電化製品の強奪）、ラテン系51%（主に食品や生活必需品の強奪）である。米国社会の人種間の軋轢が、従来の「白人vs有色人種」というお決まりの構図に留まらず、有色人種同士の中にも存在することを浮き彫りにする結果となった。LA暴動は韓国人社会に多大な被害を与えた。 約2300ヶ所の韓国人店が略奪されたり全焼して財産被害額が4億ドルに達したが、被害に遭った韓国人の大部分は地方政府や連邦政府から応分の補償を受けられなかった。 これを通じて1.5世と2世は少数民族として彼らの親世代が体験する苦痛の現場を直接目撃し、言語問題と政治力不在のために被害を甘受しなければならない親世代を助けることができる若い世代を覚醒させる契機になった。 彼らは暴動直後の5月1日、コリアタウン中心部に主に若い世代を中心に1,000人が自発的に集まって平和集会を開き、その翌日の5月2日には1.5歳と2世が平和大行進を主導し、1世が積極的に呼応することで、1日でなんと10万人もの大人派がコリアタウンの真ん中にあるアドモア(Ardmore)公園に集結する奇跡を演出した。  LA暴動は在米韓国人の権益は韓国人自らが保護しなければならないという事実を改めて確認させた契機になった。 このような自覚を基に、米州同胞社会でも少数民族運動の性格を帯びた権益運動と政治力伸張運動が次第に本格化した。特に当時、親1世代が黒人にやられても主流社会に対して強力に権利を主張できない姿を見守った1.5世と2世が、在米韓国人権益運動に積極的に乗り出すきっかけになった。 このような脈絡で、90年代以降、在米韓国人1.5世と2世が中心となった権益運動、公民権運動、少数民族連帯運動が在米韓国人社会の様々なところで起きたという点は評価に値する。

## 市民運動
全米各地で、「日本海」を韓国が主張する「東海」呼称を併記・改称を要求する「東海」併記運動や、日本軍によって韓国の少女たちが慰安婦として強制連行されたことを主張する慰安婦の碑・慰安婦像の設置運動を展開している。
また、アメリカ国道60号線のロサンゼルスから40キロメートルあたりに2010年1月25日から約2か月間、「独島は韓国の領土」と英語で書かれた看板が設置されていた。これは、インダストリーで韓国系アメリカ人の実業家が運営する韓国式サウナが広告主となっている。

## 信仰
韓国系アメリカ人の大多数がプロテスタント教会に所属している。そのうち約半数が長老派教会、約1/4がメソジスト派教会、残りの約1/4がその他の諸派である。

## 著名人
著名な韓国系アメリカ人としては、韓国系アメリカ人として初めて米国議会に当選したジェイ・キム、連邦控訴院裁判官を務めたハーバート・チョイ、ダートマス大学学長を務めた医学者で第12代世界銀行総裁に就任したジム・ヨン・キム、ヘミングウェイ賞受賞作家のチャンネ・リーなどが挙げられる。ほか、韓国歌手としても活躍するリナ・パーク、俳優のダニエル・ヘニー、リンキン・パークのジョー・ハーンやゴルファーのミシェル・ウィー、アメフト選手のハインズ・ウォード、モデルのシャネル・イマン、プロ野球選手のターメル・スレッジなどが著名。

### その他
- ソン・キム - 前駐大韓民国アメリカ合衆国大使、国務省北朝鮮担当特別代表
- ベンジャミン・W・リー - 物理学者
- ジェグォン・キム - 哲学者
- ヨンオク・キム - 陸軍軍人
- フレッド・オ - 陸軍航空隊軍人
- 徐載弼 - 革命家
- サラ・チャン - バイオリニスト
- TASHA - ミュージシャン
- リック・ユーン - 俳優
- ジョニー・ユン - 俳優・コメディアン
- スティーヴン・ユァン - 俳優
- リンゼイ・プライス - 俳優
- ティム・カン - 俳優
- サン・カン - 俳優
- ジョン・チョー - 俳優
- ジョン・マイアング - ドリーム・シアターのベーシスト
- チョン・ニコル（KARAメンバー） - 歌手
- ティファニー（少女時代) - 歌手
- ジェシカ（元少女時代メンバー） - 歌手
- クリスタル (f(x))- 歌手
- パク・ジェボム（元2PMメンバー） - 歌手
- 伊藤由奈 - 日本の歌手（日系アメリカ人でもある）
- ピーター・チョン - アニメイター
- ジム・リー - 作家、脚本家
- ナム・ジュン・パイク - アーティスト
- トミー・ユン - 漫画家
- クロエ・キム - スノーボード選手
- トキモンスタ（ジェニファー・リー） - ミュージシャン、DJ
- ソン・デウォン - プロスケートボーダー
- ナンシー - 歌手（MOMOLAND）
- 水原希子 - 日本名で活動するモデル・女優
- Jessi - 歌手
- トミー・エドマン - 野球選手、2023 ワールド・ベースボール・クラシック韓国代表